# 福斯特半島
71°18′S 61°10′W / 71.300°S 61.167°W
福斯特半島是南極洲的半島，位於帕爾默地東岸，美國地質調查局在1974年把半島繪入地圖，該半島以美國研究隊伍的海洋學家命名。